# ПМК (плавательный мешок для кавалерии)
ПМК — плавательный мешок для кавалерии.
ПМК предназначен для переправы снаряжения, обмундирования, амуниции, продовольствия и прочих предметов кавалерии, которые по весу и размерам соответствуют грузоподъемности мешка и его размерам.

## Техническое описание
Мешок изготовлен из прорезиненной ткани.
Поверх втулки надевается прорезиненный колпак, которым мешок герметически закупоривается у горловины. С обеих сторон мешка имеются петли, посредством которых мешки в плотах связываются между собой веревками. Мешки, набитые сеном, соломой или хворостом, могут быть использованы для устройства из них плотиков, подвязывания к повозкам и орудиям при переправе вплавь, а также для устройства опор (из 2-3 мешков) для пешеходных мостов.
Порядок укладки в мешок оружия, снаряжения и обмундирования кавалериста: сначала укладывается седло (в собранном виде) и между боковинами потника устанавливают шашку, винтовку и пехотную лопату, а затем вокруг седла укладывают обмундирование кавалериста.
В горловину мешка вставляют деревянную втулку, в которой устанавливают дуло винтовки (пулемета). К втулке, равномерно уложив, привязывают концы мешка, а затем надевают сверху колпак и привязывают его.

### Технические характеристики
- длина мешка — 1,7 м;
- ширина — 1 м;
- вес — 2,5 кг;
- подъемная сила — 100 кг.